# 郭如舜
郭如舜為台灣男性配音員。

## 配音作品
- 主要角色名稱以粗體顯示。
- 以下皆為國語配音。

### 台灣戲劇
- 《劉伯溫傳奇》：丁沖（楊仲恩飾）
- 《雍正小蝶年羹堯》：胤禛（雍正帝）（庹宗華飾）
- 《青河絕戀》：邢正揚（陳昭榮飾）
- 《還珠格格》：永琪（蘇有朋飾）
- 《還珠格格 第二部》：永琪（蘇有朋飾）
- 《拍案驚奇》（《無敵縣令》）：杭鐵生（蘇有朋飾）
- 《飛刀，又見飛刀》：李壞（張智霖飾）
- 《四大名捕會京師》：鐵手（車仁表飾）
- 《風雲II》：聶風（趙文卓飾）
- 《第8號當鋪》：韓諾（杜德偉飾）

### 節目旁白
- 大愛電視《菩提心要》
- 中國電視公司《綜藝大哥大》
- 中國電視公司《綜藝大本營》
- 中國電視公司《紅白勝利》
- 中國電視公司《全能綜藝通》
- 中國電視公司《沒玩沒了》
- 中國電視公司《展旺巔峰 再現風華 中視40台慶晚會》
- 中華電視公司《TV三賤客》
- 中華電視公司《王牌接班人》
- 中華電視公司《快樂星期天》
- 臺灣電視公司《早安少女》
- 超級電視台《小宇宙33號》（89集-130集）
- 東森電視旗下頻道預告旁白
- 中國電視公司《夢想小學堂》

### 香港電影
- 《五億探長雷洛傳》：雷洛（劉德華飾）
- 《五億探長雷洛傳II之父子情仇》：雷洛（劉德華飾）
- 《與龍共舞》：龍家俊（劉德華飾）
- 《新神雕俠侶》：銀狐（郭富城飾）
- 《鹿鼎記》：康熙帝（溫兆倫飾）
- 《鹿鼎記2神龍教》：康熙帝（溫兆倫飾）
- 《功夫皇帝方世玉》：方世玉（李連杰飾）
- 《妖怪都市》：大B（張國強飾）
- 《功夫皇帝方世玉2萬夫莫敵》：方世玉（李連杰飾）
- 《戰神傳說》：阿飛（劉德華飾）
- 《賭城大亨1新哥傳奇》：賀新（劉德華飾）
- 《賭城大亨2至尊無敵》：賀新（劉德華飾）
- 《金枝玉葉2》：顧家明（張國榮飾）
- 《龍發威2之皇母娘娘》：龍威（鄭中基飾）

### 歐美動畫
- 《地球超人》：地球超人
- 《拼命郎約翰尼》：約翰尼
- 《德克斯特的實驗室》：葛羅利
- 《蝙蝠俠》：蝙蝠俠/布魯斯·韋恩※卡通頻道/中都卡通台版本
- 《未來蝙蝠俠》：布魯斯·韋恩
- 《酷狗上學記》：酷狗※迪士尼頻道版本
- 《正義聯盟》：超人

### 日本動畫電影
- 《三國志-長江的燃燒》：關羽、孫權、趙雲、周瑜、糜竺、程昱
- 《三國志-遼闊的大地》：劉備、馬超、馬謖、陸遜、劉禪

### 綜藝節目
- 《超級變變變》：堀敏彥（旁白）